# Izotopy vodíku
Vodík (H) má tři přírodní izotopy označované 1H, 2H a 3H. První dva jsou stabilní, 3H má poločas přeměny 12,32 let. Všechny těžší izotopy byly připraveny uměle a mají poločas kratší než 1 zeptosekunda (10−21 s). Z nich je nejstabilnější 5H a nejméně stabilní 7H.
Vodík je jediný prvek, jehož izotopy mají „triviální“ názvy, které jsou stále běžně používány. 2H je často nazýván deuterium nebo těžký vodík a 3H má pojmenování tritium nebo velmi těžký vodík. Nejjednodušší izotop vodíku, který nemá v jádru neutrony, se nazývá protium.

## Vodík-1 (protium)
1H (hmotnost atomu 1,007 825 04(7) u) je nejběžnější izotop vodíku, zaujímá více než 99,98 % vodíkových atomů v přírodě. Protože se jeho jádro skládá pouze z protonu, nazývá se také protium.
Rozpad protonu nebyl nikdy pozorován a vodík-1 je tedy považován za stabilní nuklid. Podle některých teorií velkého sjednocení navržených v 70. letech 20. století by se měl rozpadat s poločasem 1031 až 1036 let. Pokud je tato předpověď pravdivá, pak by byl vodík-1 (a všechna další atomová jádra) pouze pozorovatelně stabilní.

## Vodík-2 (deuterium)
2H (hmotnost atomu 2,013 553 212 724(78) u), další stabilní izotop, je známý jako deuterium a v jádru má jeden proton a jeden neutron. Jádro deuteria se nazývá deuteron. Deuterium zaujímá 0,002 6 až 0,018 4 procent přírodního vodíku (podle počtu atomů), největší výskyt bývá obvykle v mořské vodě. Toto zastoupení je větší, než je ve vesmíru obvyklé (kolem 27 ppm). Jeho vyšší koncentrace ve vnitřní sluneční soustavě je způsobena nižší těkavostí 2H a jeho sloučenin oproti 1H; kvůli vyšší molární hmotnosti se totiž pomaleji vypařovaly působením slunečního záření.
Pro tento izotop se někdy používá chemická značka D.
Deuterium není radioaktivní ani toxické. Voda obohacená o molekuly s deuteriem místo protia se nazývá těžká voda (D2O). Existuje rovněž polotěžká voda (HDO), jejíž molekula má deuteriem nahrazený jen jeden atom protia. Sloučeniny deuteria se používají jako rozpouštědla v NMR spektroskopii. Těžká voda slouží jako moderátor neutronů a chladivo jaderných reaktorů. Deuterium je také možným zdrojem energie v komerční jaderné fúzi.

## Vodík-3 (tritium)
3H (hmotnost atomu 3,016 049 2  u) se také nazývá tritium a v jeho jádru (nazývaném triton) se nachází proton a dva neutrony. Někdy se pro něj používá značka T. Je radioaktivní, podléhá beta minus přeměně s poločasem 12,32 let.
V malém množství se vyskytuje v přírodě, neboť vzniká reakcí kosmického záření s plyny v atmosféře. Tritium bylo rovněž uvolněno při testech jaderných zbraní. Použití nalézá v izotopové geochemii, termonukleárních zbraních a jako trvalý zdroj světla. S kyslíkem vytváří tritiovou (supertěžkou) vodu.
Nejčastěji se tritium vyrábí z přírodního izotopu lithia, lithia-6 reakcí s neutrony v jaderném reaktoru.
V deuterium-tritiové fúzi se tritium společně s deuteriem využívá k získávání energie skrz úbytek hmotnosti při srážce a následné fúzi za vysoké teploty.

## Vodík-4
4H (hmotnost atomu 4,026 43(11) u) má v jádru tři neutrony. Jedná se o velmi nestabilní umělý radioizotop, který byl připraven v laboratoři bombardováním tritia rychlými jádry deuteria (pomalá jádra by se sloučila na rovněž velmi nestabilní 5He). V tomto experimentu tritiové jádro zachytilo neutron z rychlého deuteronu. Přítomnost vodíku-4 byla odvozena z detekce zbylého protonu.
Jde o nejlehčí z tzv. těžkých izotopů vodíku, tedy s neutronovým číslem vyšším než 2.
4H se rozpadá vyzářením neutronu za vzniku tritia, s poločasem přeměny 1,39±0,10×10−22 s.
 3
1 H +  2
1 H →  4
1 H +  1
1 H

## Vodík-5
5H je vysoce nestabilní umělý radioizotop vodíku, jeho jádro obsahuje 4 neutrony. Byl připraven v laboratoři bombardováním tritia rychlými jádry tritia. V tomto experimentu tritiové jádro zachytilo dva neutrony z rychlého tritonu a stává se jádrem s jedním protonem a čtyřmi neutrony. Přítomnost vodíku-5 byla odvozena z detekce zbylého protonu.
Jde o jeden z tzv. těžkých izotopů vodíku, tedy s neutronovým číslem vyšším než 2.
5H se rozpadá dvojitým vyzářením neutronu za vzniku tritia, s poločasem přeměny nejméně 9,1×10−22 s.
2  3
1 H →  5
1 H +  1
1 H.

## Vodík-6
6H je umělý radioizotop vodíku, který se rozpadá trojitým vyzářením neutronu na tritium nebo čtyřnásobným na deuterium s poločasem přeměny 2,9×10−22 s.
Jde o jeden z tzv. těžkých izotopů vodíku, tedy s neutronovým číslem vyšším než 2.

## Vodík-7
7H je umělý radioizotop vodíku, který se skládá z protonu a šesti neutronů. Poprvé byl syntetizován roku 2003 skupinou ruských, japonských a francouzských vědců v laboratořích RIKEN bombardováním vodíku atomy helia-8, kdy všech 6 neutronů bylo předáno vodíku.
Vodík-7 se rozpadá s poločasem přeměny 2,3×10−23 s.
Jde o jeden z tzv. těžkých izotopů vodíku, tedy s neutronovým číslem vyšším než 2.

## Rozpadové řady
Většina radioizotopů vodíku se přeměňuje přímo na tritium, jež se následně mění na stabilní helium-3.
{\displaystyle \mathrm {{}_{1}^{3}H} \ \xrightarrow {\ \mathrm {12,32\ r} } \ \mathrm {{}_{2}^{3}He} +\mathrm {^{\ \ 0}_{-1}e{}_{}^{-}} }
{\displaystyle \mathrm {{}_{1}^{4}H} \ {\xrightarrow {\ \mathrm {139\ ys} }}\ \mathrm {{}_{1}^{3}H} +\mathrm {{}_{0}^{1}n} }
{\displaystyle \mathrm {{}_{1}^{5}H} \ {\xrightarrow {\ \mathrm {>910\ ys} }}\ \mathrm {{}_{1}^{3}H} +\mathrm {2{}_{0}^{1}n} }
{\displaystyle \mathrm {{}_{1}^{6}H} \ {\xrightarrow {\ \mathrm {290\ ys} }}\ \mathrm {{}_{1}^{3}H} +\mathrm {3{}_{0}^{1}n} }
{\displaystyle \mathrm {{}_{1}^{6}H} \ {\xrightarrow {\ \mathrm {290\ ys} }}\ \mathrm {{}_{1}^{2}H} +\mathrm {4{}_{0}^{1}n} }
Poločas přeměny 3H je vyjádřen v rocích, u ostatních izotopů v yoctosekundách (10−24 s).
{\displaystyle \mathrm {{}_{1}^{7}H} \ {\xrightarrow {\ \mathrm {23\ ys} }}\ \mathrm {{}_{1}^{3}H} +\mathrm {4{}_{0}^{1}n} }